# Geraldia biseta
Geraldia biseta är en tvåvingeart som beskrevs av Barraclough 1992. Geraldia biseta ingår i släktet Geraldia och familjen parasitflugor. Inga underarter finns listade i Catalogue of Life.